# Джоузеф Къруин
Джоузеф Питър Къруин (на английски: Joseph Peter Kerwin) e роден на 19 февруари 1932 г. Американски лекар и астронавт от програмата „Скайлаб“.

## Образование
Завършил е частно училище в родния си град през 1949 г. През 1953 г. придобива бакалавърска степен по философия от колежа Холи Крос, Уорчестър, Масачузетс. През 1957 г. завършва медицина в Чикаго, Илинойс. Защитава специализация по вътрешни болести през същата година в Централната Окръжна болница на Вашингтон, федерален окръг Колумбия. През декември 1958 г. завършва авиационна медицина в Американската военноморска академия в Пенсакола, Флорида. Започва работа в Медицинския корпус на USN в Бейвил, Тексас. Има квалификация пилот и 4500 полетни часа.

## Служба в НАСА
Къруин е избран от НАСА на 28 юни 1965 г., Астронавтска група №4. През 1970 г. е в поддържащия екипаж на Аполо 13. Получава първото си и единствено назначение като пилот - учен в основния екипаж на мисията Скайлаб-2. След полета е назначен за инструктор на специалистите по полезния товар в програмата Спейс шатъл. Между 1982 и 1983 г. е командирован от НАСА в Австралия. От 1984 до 1987 г. е Директор на „Космически и научни изследвания“ в космическия център Линдън Джонсън в Хюстън, Тексас. След това напуска НАСА и започва работа в аерокосмическия гигант Локхийд Мартин. От 1990 до 1993 г. се връща на работа в НАСА и отговаря за медицинското обезпечаване и санитарните норми на МКС (тогава все още в проект). Излиза в пенсия през 2004 г. По това време е Председател на борда на директорите на Националния космически институт за биомедицински изследвания.

## Личен живот
Джоузеф Къруин е женен и има три дъщери и петима внуци.